# Amata phegeusida
Amata phegeusida är en fjärilsart som beskrevs av Turati 1917. Amata phegeusida ingår i släktet Amata och familjen björnspinnare. Inga underarter finns listade i Catalogue of Life.